# Tamiška županija
Tamiška županija (rumunjski: Timiş), nalazi se na zapadu Rumunjske, u povijesnoj pokrajini Banat.

## Geografija
Ukupna površina županije je 8.697 km² što je 3,6% rumunjske površine, te je njezina najveća županija. Kroz županiju teče rijeka Timiš koja se u Vojvodini ulijeva u rijeku Tisu

### Susjedne županije
- Hunedoara (županija) na istoku.
- Mađarska (Čongradska županija) na sjeverozapadu.
- Arad (županija) na sjeveru.
- Karaš-severinska županija na jugu.
- Srbija na jugozapadu.

## Stanovništvo
Prema popisu stanovništva u županiji Timiš živi 371 stanovnik koji se izjasnio kao Hrvat.

## Administrativna podjela

### Municipiji
- Temišvar - glavni grad, stanovnika: 305.977  (2004. godine.)
- Lugoj - 46.189

### Gradovi
- Sânnicolau Mare - 13.298
- Jimbolia - 11.605
- Recaş - 8.188
- Buziaş - 7.738
- Făget - 7.356
- Deta - 6.582
- Gătaia - 6.101
- Ciacova - 4.939

### Općine
| - Balinţ - Banloc - Bara - Bârna - Beba Veche - Becicherecu Mic - Belinţ - Bethausen - Biled - Birda - Bogda - Boldur - Brestovăţ - Bucovăţ - Cărpiniş - Cenad - Cenei - Hrvatska keča - Chevereşu Mare - Comloşu Mare | - Coşteiu - Criciova - Curtea - Darova - Denta - Dudeştii Noi - Dudeştii Vechi - Dumbrava - Dumbrăviţa - Fârdea - Fibiş - Foeni - Gavojdia - Ghilad - Ghiroda - Ghizela - Giarmata - Giera - Giroc - Giulvăz | - Gottlob - Iecea Mare - Jamu Mare - Jebel - Lenauheim - Liebling - Livezile - Lovrin - Margina - Maşloc - Mănăştiur - Moraviţa - Moşniţa Nouă - Nădrag - Niţchidorf - Ohaba Lungă - Orţişoara - Parţa - Pădureni - Peciu Nou | - Periam - Pesac - Pietroasa - Pişchia - Racoviţa - Remetea Mare - Sacoşu Turcesc - Saravale - Satchinez - Săcălaz - Sânandrei - Sânmihaiu Român - Sânpetru Mare - Secaş - Şag - Şandra - Ştiuca - Teremia Mare - Tomeşti - Tomnatic | - Topolovăţu Mare - Tormac - Traian Vuia - Uivar - Variaş - Vălcani - Victor Vlad Delamarina - Voiteg |